# Riu Upa
El riu Upa (rus: Упa) és un riu del óblast de Tula a la part europea de Rússia, afluent de l'Okà i, per tant, de la conca hidrogràfica del Volga. A la vora d'aquest riu es troben com a principals ciutats Sovetsk i la capital del óblast, Tula, i es troba també en el seu curs l'assentament de tipus urbà d'Odojev.
El riu neix en un llac prop del poble de Verjoupe, en el raió de Volovo al sud-est del óblast i flueix en direcció de Tula cap al nord, girant més tard cap al nord-oest per canviar al sud en les proximitats dels límits del óblast de Kaluga. A l'altura de la desembocadura mesura uns 40 metres d'ample.
L'Upa és alimentat sobretot d'aigües provinents de la fusió de la neu i està congelat generalment de desembre cap a principis d'abril.

## Afluents
- Dreta:
  - Uperta
  - Shat
  - Tulitsa

- Esquerra:
  - Voronka
  - Mizgeya
  - Plava

## Galeria

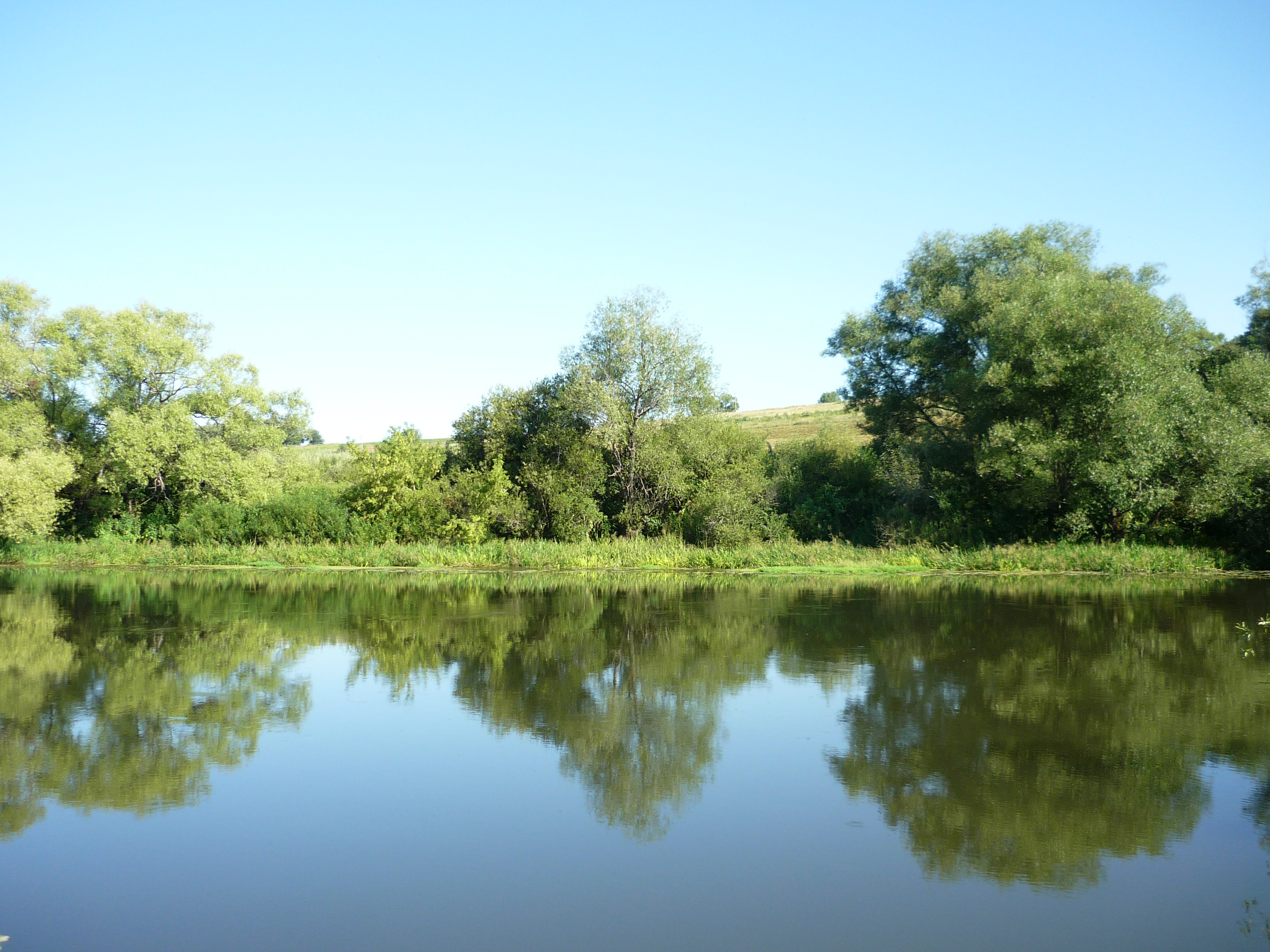
Vista de l'Upa.
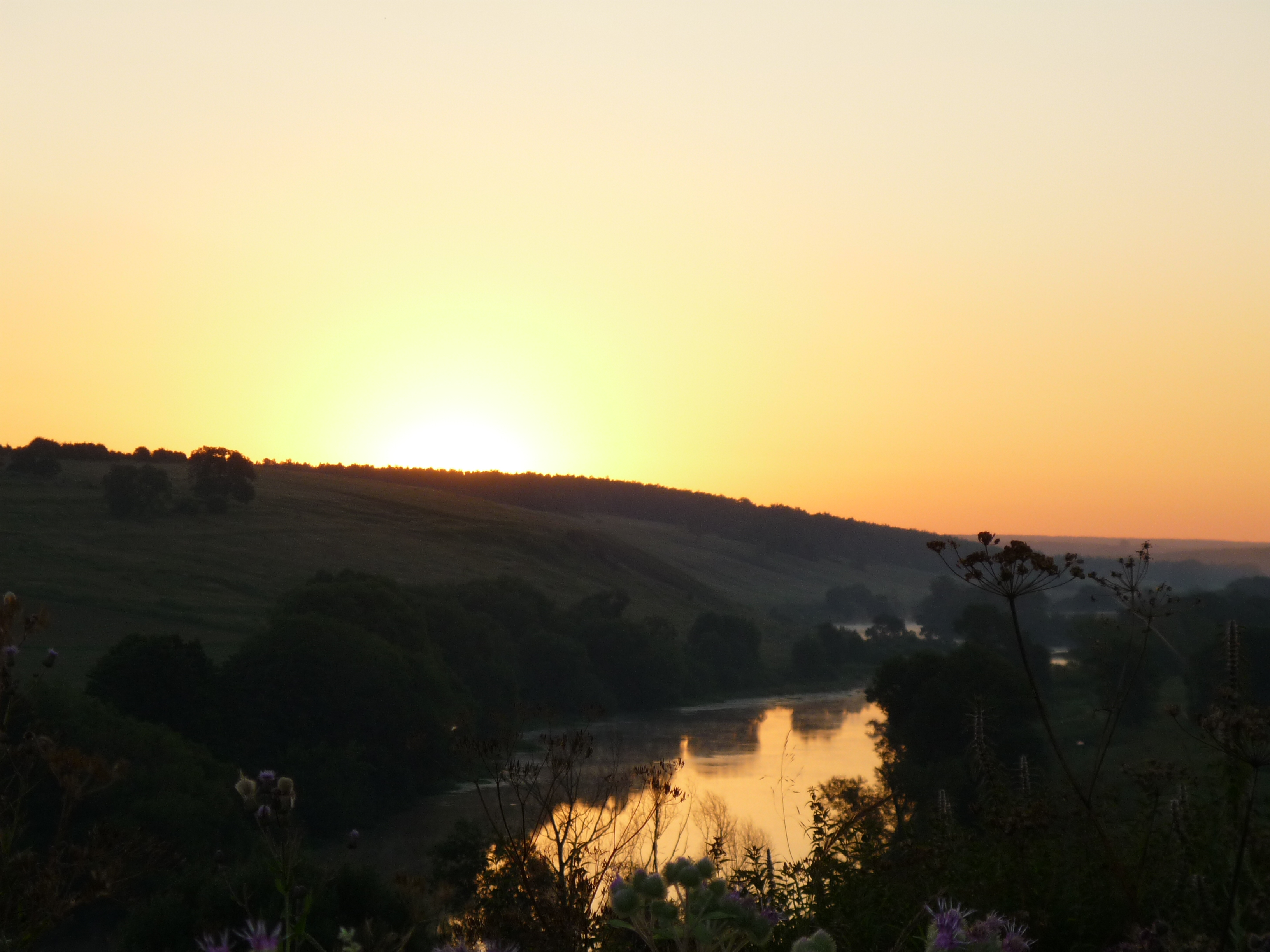
Sortida del Sol sobre l'Upa.